# 염력

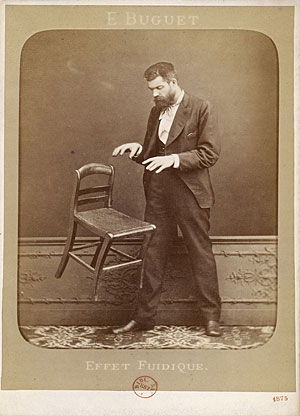

염력(念力, 영어: psychokinesis, telekinesis) 또는 염동력은 헨리 홀트가 창안한 용어로, 어떠한 물리 에너지와 관련하지 않고 물체를 움직이는 힘 따위를 가리키는 초능력의 하나이다.
염력/염동력은 정신력과 체력을 통일하여 적절히 집중시키는 것으로 영력(靈力)과 같은 말이다. 사람이란 정신을 통일하여 전신의 힘을 사지에 분산시킬 수도 있고, 어느 한 부분에 집중시킬 수도 있다. 이러한 힘의 운용을 적절하게 구사하면 놀라운 위력을 발휘할 수 있다. 염력을 단련하는 데에는 완전호흡이 매우 중요하며, 몸과 마음을 일치시키는 수련을 쌓아야 한다.
염력과 관련한 이 현상의 연구는 초심리학의 일부이다.

## 같이 보기
- 투시
- 초감각적 지각
- 힘 (물리)
- 초심리학
- 텔레파시